# ARMadeus
armadeus project est une association à but non lucratif française fondée à Mulhouse en France.
L'objectif de l'association est d'aider toute personne voulant développer des systèmes Linux embarqués ouverts.